# 肉球 (お笑い芸人)
肉球（にくきゅう、1995年4月1日 - ）は、日本のお笑いタレント。本名、山瀬 翠星（やませ すいしょう）。
埼玉県出身。吉本興業所属。つかみは「あー、女の子にもてたいなー」。

## 人物・来歴
2001年7月15日に放送された、『あっぱれさんま大先生』のコーナー「いただき俳句教室」で「遠足で たらなかったよ お弁当」（お題は「思い出」）という句を披露したところ、キャラクター賞を受賞し、そのトロフィーを受け取りに登場して以来、2001年9月から2002年3月まであっぱれ学園（さん組）の生徒であった。
2005年6月、東京NSCのジュニアコースへ入学。
2006年のR-1ぐらんぷりより現在の芸名である“肉球”を名乗る。由来は、本人が猫が好きだから（本名の翠星は、「みどり（翠）の星」（＝地球）という意味）。この大会で2回戦に進出し注目を浴びる。
将来は、明石家さんま、松本紳助など大物タレントの10倍売れたいけど、いきなり売れたらすぐに飽きられる。じっくりと名前を売りたいと語る。

## 出演
- あっぱれさんま大先生

　空手を体験したときに道場であまりの痛さに号泣。それをスタジオで見ていて号泣。さらにさんまに「もういちど道場に行ってもらいます。」の一言（もちろんギャグとして）に号泣している。